# فرودگاه بین‌المللی سیاولیی
فرودگاه بین‌المللی سیاولیی (به انگلیسی: Šiauliai International Airport) (به زبان بومی: Šiaulių tarptautinis oro uostas) یک فرودگاه همگانی و نظامی با کد یاتا SQQ است که یک باند فرود آسفالت دارد و طول باند آن ۳۵۰۰ متر است. این فرودگاه در کشور لیتوانی قرار دارد و در ارتفاع ۱۳۵ متری از سطح دریا واقع شده‌است.